# Rheinsteg Nohl

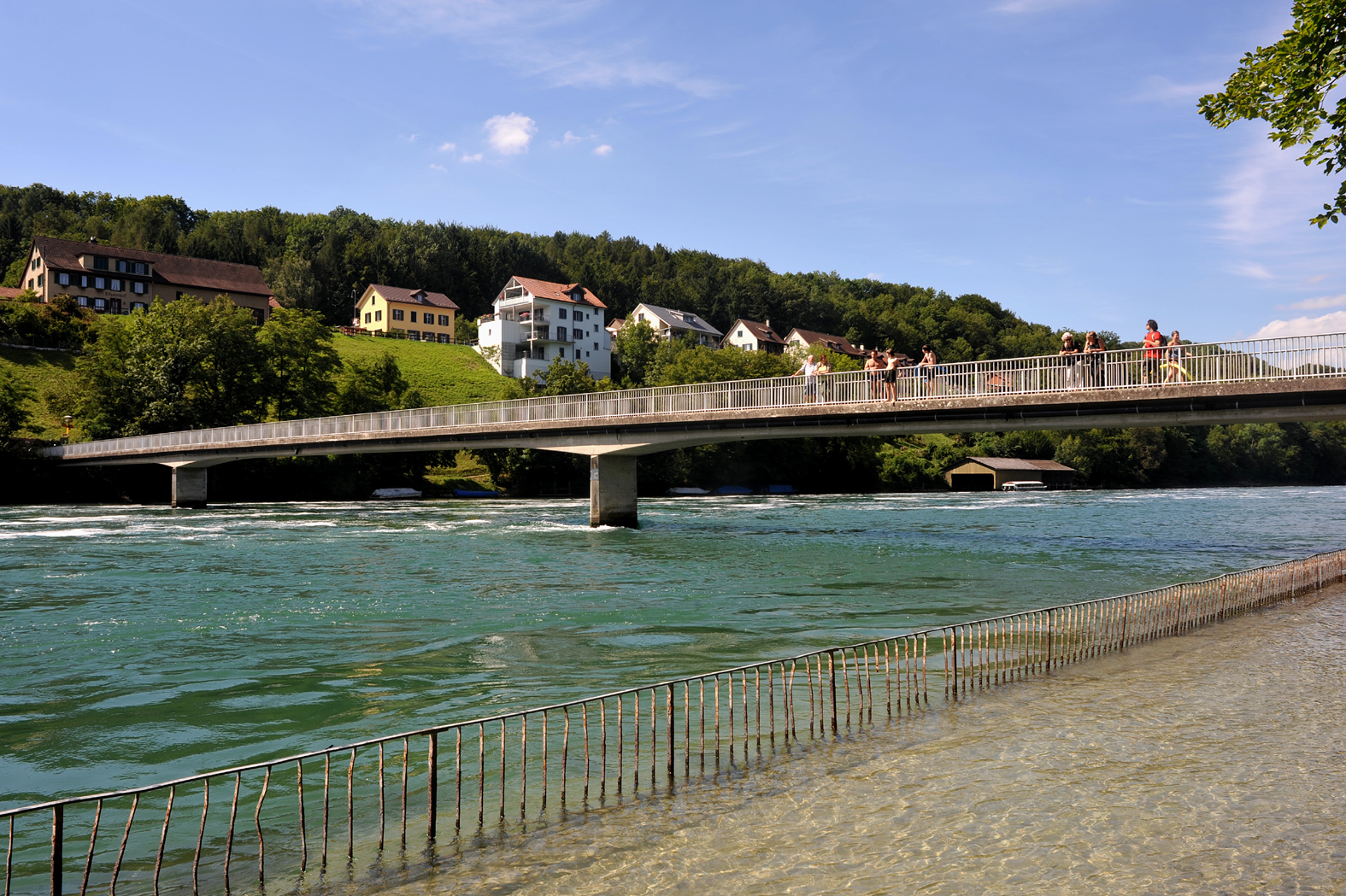
Rheinsteg Nohl

Der Rheinsteg Nohl ist eine Brücke für Fussgänger und Radfahrer. Das Bauwerk überspannt unterhalb vom Rheinfall den Rhein und verbindet im schweizerischen Kanton Zürich die Gemeinde Laufen-Uhwiesen mit ihrem Ortsteil Nohl auf der nördlichen rechten Rheinseite.
In den Jahren 1955/56 wurde der Steg mit einer 3,0 Meter breiten Fahrbahn im Rahmen des Baus des Kraftwerks Rheinau als Ersatz für eine Fähre errichtet. Es ist eine dreifeldrige 109,1 Meter lange Spannbetonkonstruktion mit Stützweiten von 33,5 Meter bei den Randfeldern und 42,1 Meter bei der mittleren Öffnung. Der Brückenüberbau hat in Querrichtung einen einstegigen Plattenbalkenquerschnitt mit 78 Zentimetern Höhe in Brückenmitte. Die Höhe wächst voutenförmig auf 128 Zentimeter über den beiden scheibenförmigen Flusspfeilern an.